# Earl Robinson (compositeur)
Pour les articles homonymes, voir Earl Robinson et Robinson.
Earl Hawley Robinson (né le 2 juillet 1910 à Seattle dans l'État de Washington et mort le 20 juillet 1991 à Seattle) est un compositeur, arrangeur et chanteur de musique folk américain.

## Biographie

### Jeunesse et formation
Dès son enfance, il étudie le piano, le violon et le violon alto, après ses études secondaires à la West Seattle High School (en), il est admis à l'université de Washington où de 1929 à 1933 il étudie la composition musicale, il y obtient son Bachelor of Arts (licence) en 1933. Il continue ses études musicales en travaillant avec Aaron Copland.

### Carrière musicale
En 1934, il est engagé comme pianiste et chanteur à bord d'un bateau de croisière, c'est pour lui l'occasion de découvrir Tokyo, Kobe, Shanghai, Hong Kong et Manille. Son escale à Shanghai est pour lui l'occasion d'une prise de conscience politique en découvrant la mainmise des puissances occidentales sur la Chine.
Le médecin légiste du comté de King annonce que Earl Robinson est mort des suites d'un accident de voiture le 20 juillet 1991.

## Hommage
Michael McGinn, le maire de Seattle décrète que le 28 mai 2010, sera célébré comme étant le Earl Robinson Appreciation Day.

## Discographie (sélective)

### Albums
- 1944 :  The Lonesome Train, label : Decca,
- 1954 :  Sandhog , label : Vanguard,
- 1955 : The Old Chisholm Trail / Americana, label : Mercury,
- 1957 : A Walk In The Sun - And Other Songs And Ballads, label : Folkways Records,
- 1963 : Earl Robinson Sings, label : Folkways Records,
- 1970 : Strange, Unusual Evening: "A Santa Barbara Story" , Label : UAW Records,
- 1986 : Alive And Well , label : Aspen records,
- 1987 : Earl Robinson And Friends - Songs Of The Working People: From The American Revolution To The Civil War, label : Flying Fish.

### Singles
- 1944 : The House I Live In / A Man's A Man For A' That, label V Disc,
- 1960 : Joe Hill / Black And White, label : Eterna